# Rock Creek (Minnesota)
Rock Creek ist eine Kleinstadt (mit dem Status „City“) im Pine County im US-amerikanischen Bundesstaat Minnesota. Das U.S. Census Bureau hat bei der Volkszählung 2020 eine Einwohnerzahl von 1.682 ermittelt.

## Geografie
Rock Creek liegt im Osten Minnesotas und reicht mit seinem Stadtgebiet im Osten bis an den St. Croix River, der die Grenze zu Wisconsin bildet. Die geografischen Koordinaten des Zentrums von Rock Creek sind 45°45′27″ nördlicher Breite und 92°57′45″ westlicher Länge. Das Stadtgebiet erstreckt sich über eine Fläche von 112,2 km², die sich auf 111,4 km² Land- und 0,8 km² Wasserfläche verteilen.
Benachbarte Orte von Rock Creek sind Pine City (7,6 km nördlich), Grantsburg in Wisconsin (23,4 km östlich), Rush City (8,9 km südlich) und West Rock (5,4 km westlich).
Die nächstgelegenen größeren Städte sind Minneapolis (104 km südlich), Minnesotas Hauptstadt Saint Paul (99,9 km in der gleichen Richtung), Eau Claire in Wisconsin (212 km südöstlich), Duluth am Oberen See (150 km nordöstlich) und Fargo in North Dakota (381 km westnordwestlich).
Die Grenze zu Kanada befindet sich 376 km nördlich.

## Verkehr
Die Interstate 35 führt in Nord-Süd-Richtung durch den Westen von Rock Creek. Im Zentrum trifft die in West-Ost-Richtung verlaufende Minnesota State Route 70 auf den nördlichen Endpunkt der Minnesota State Route 361. Alle weiteren Straßen sind untergeordnete Landstraßen, teils unbefestigte Fahrwege sowie innerörtliche Verbindungsstraßen.
In Nord-Süd-Richtung verläuft eine Eisenbahnstrecke der St. Croix Valley Railroad, einer regionalen (Class III) Eisenbahngesellschaft.
Mit dem Rush City Regional Airport liegt 7,8 km südlich von Rock Creek ein kleiner Regionalflughafen. Der nächste internationale Flughafen ist der 111 km südlich gelegene Minneapolis-Saint Paul International Airport.

## Demografische Daten
Nach der Volkszählung im Jahr 2010 lebten in Rock Creek 1628 Menschen in 582 Haushalten. Die Bevölkerungsdichte betrug 14,6 Einwohner pro Quadratkilometer. In den 582 Haushalten lebten statistisch je 2,76 Personen.
Ethnisch betrachtet setzte sich die Bevölkerung zusammen aus 97,0 Prozent Weißen, 0,4 Prozent Afroamerikanern, 0,7 Prozent amerikanischen Ureinwohnern, 0,6 Prozent Asiaten sowie 0,1 Prozent (zwei Personen) aus anderen ethnischen Gruppen; 1,2 Prozent stammten von zwei oder mehr Ethnien ab. Unabhängig von der ethnischen Zugehörigkeit waren 1,1 Prozent der Bevölkerung spanischer oder lateinamerikanischer Abstammung.
25,6 Prozent der Bevölkerung waren unter 18 Jahre alt, 68,6 Prozent waren zwischen 18 und 64 und 5,8 Prozent waren 65 Jahre oder älter. 47,4 Prozent der Bevölkerung war weiblich.

Das mittlere jährliche Einkommen eines Haushalts lag bei 52.557 USD. Das Pro-Kopf-Einkommen betrug 22.264 USD. 12,1 Prozent der Einwohner lebten unterhalb der Armutsgrenze.